# 149 Medusa
Medusa (asteroide 149) é um asteroide da cintura principal com um diâmetro de 19,75 quilómetros, a 2,0323841 UA. Possui uma excentricidade de 0,0653143 e um período orbital de 1 171,13 dias (3,21 anos).
Medusa tem uma velocidade orbital média de 20,19866402 km/s e uma inclinação de 0,93695º.
Este asteroide foi descoberto em 21 de Setembro de 1875 por Joseph Perrotin.
Este asteroide recebeu este nome em homenagem à personagem Medusa da mitologia grega.